# 吉林大学白求恩第一医院
吉林大学白求恩第一医院（英語：The First Bethune Hospital of Jilin University），又名吉林大学第一医院，创立于1949年，是一座中华人民共和国吉林省长春市的三级甲等医院。该医院现有两个院区，主院区位于朝阳区新民大街71号，总建筑面积54.95万平方米，拥有床位5900余张，职工9600余人。

## 历史沿革
医院前身为中国人民解放军第一军医大学附属医院，曾先后定名为长春医学院内科学院、吉林医科大学第一临床学院、白求恩医科大学第一临床学院。2000年，白求恩医科大学与吉林大学合并，医院更名为吉林大学白求恩第一医院。
吉林大学白求恩第一医院是卫生部直属医院，根据2019年复旦大学医院管理研究所公布的《中国医院排行榜》中，吉林大学白求恩第一医院排行全国第15名。

## 科室设置
吉林大学白求恩第一医院拥有临床科室80个，医技科室16个，行政科室30个。

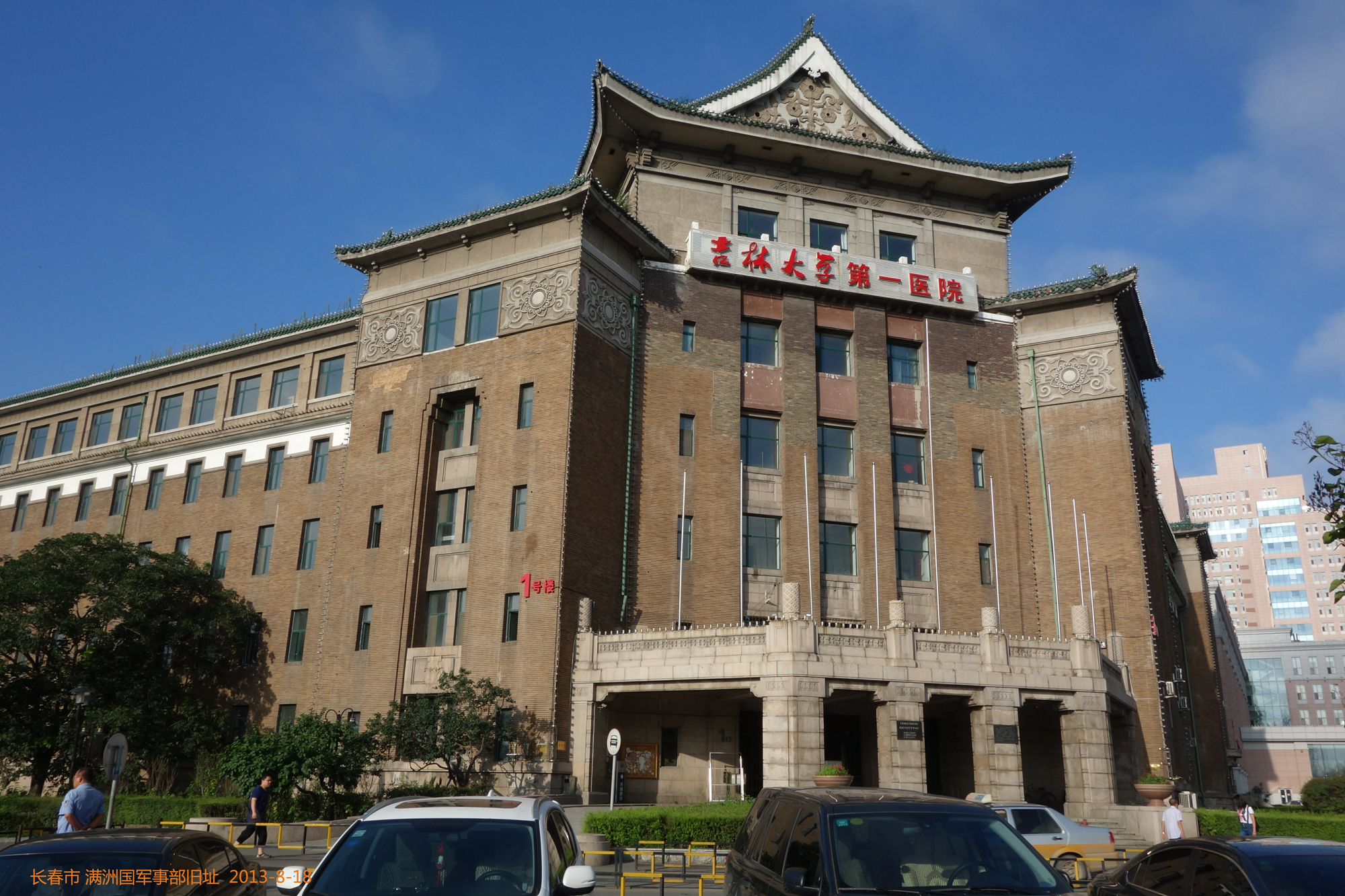
1号楼（伪满洲国军事部旧址）
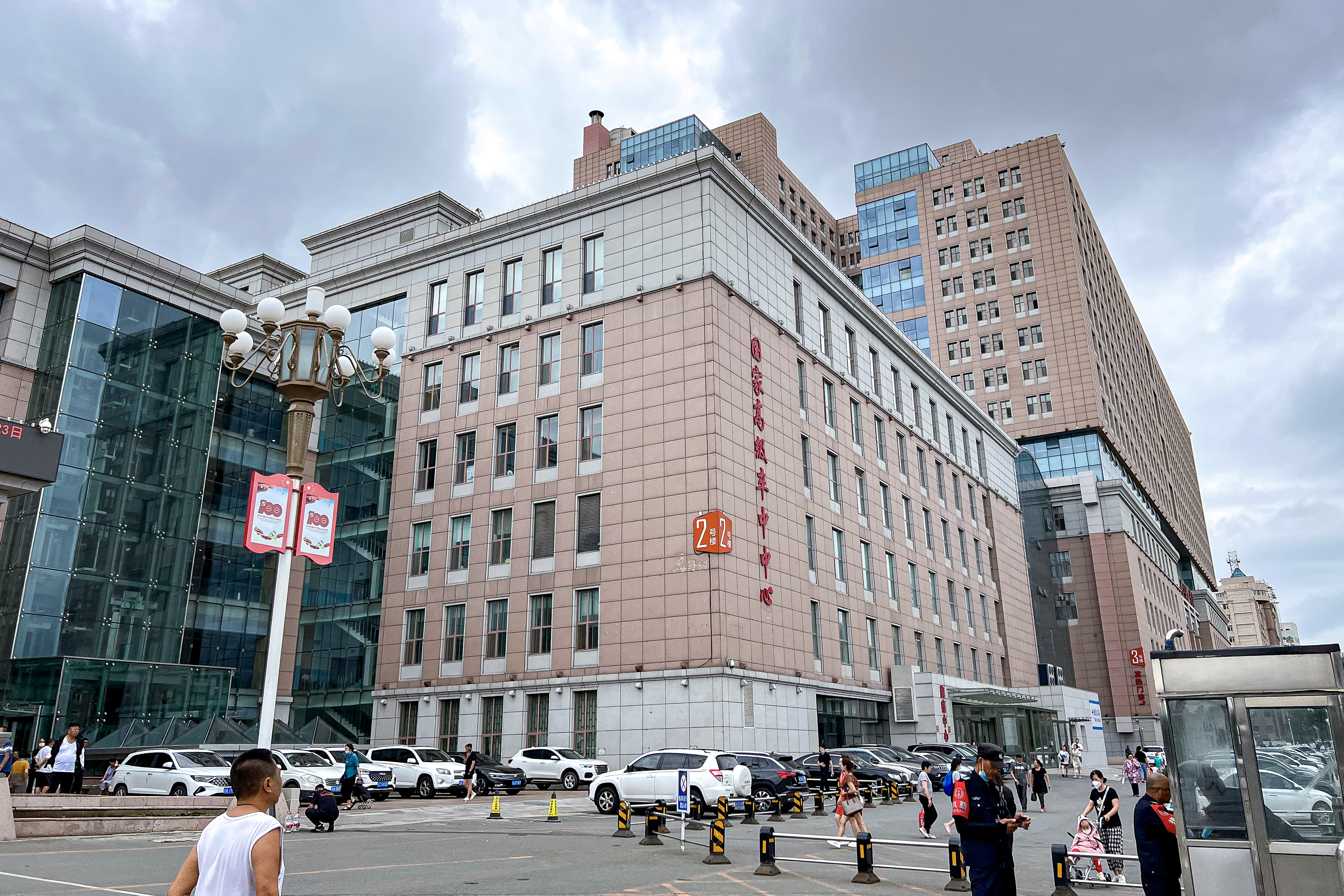
2号楼（国家高级卒中中心）
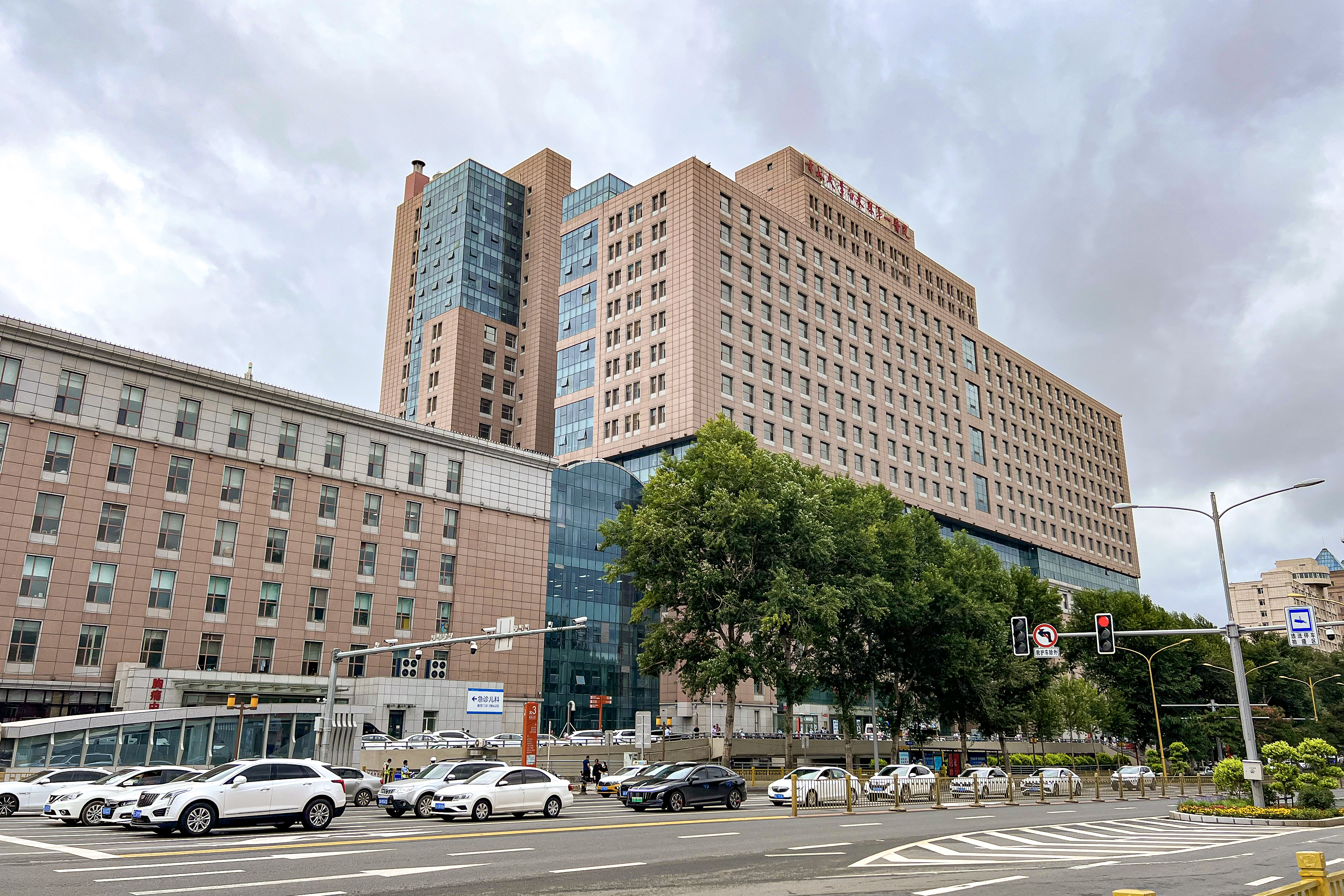
3号楼（住院部）

## 周边交通

### 公交
长春公交9路、104路、240路、255路、13路、213路、264路、240路、276路在周边停靠。

### 地铁
周边建有长春轨道交通2号线文化广场站。